# Albert von Mischke
Hans Otto Wilhelm Albert Mischke, seit 1888 von Mischke (* 1. Juni 1830 in Münster; † 7. März 1906 in Berlin) war ein preußischer General der Infanterie.

## Leben

### Herkunft
Er war der Sohn des preußischen Hauptmanns Johann Albert Mischke (1796–1843) und dessen Ehefrau Sofia Elisabeth, geborene Gissenig (1796–1881).

### Militärkarriere
Nach Ausbildung im Kadettenkorps in Bensberg und Berlin wurde Mischke am 1. April 1848 als Sekondeleutnant dem 5. Infanterie-Regiment der Preußischen Armee überwiesen. Von 1852 bis 1855 absolvierte er die Allgemeinen Kriegsschule und rückte 1859 zum Premierleutnant und Hauptmann im 8. Jäger-Bataillon auf. Am Feldzug 1866 nahm er als Adjutant beim Oberkommando der 2. Armee unter dem Befehl des Kronprinzen teil. Dann wurde er als Major zum Generalstab versetzt und am 10. März 1870 zum persönlichen Adjutanten des Kronprinzen ernannt. Als solcher war er 1870/71 am Deutsch-Französischen Krieg beteiligt (Schlachten bei Weißenburg, Wörth und Sedan, Belagerung von Paris, Gefechte bei Malmaison und Montretout). Kurzzeitig wurde er zum Oberstleutnant und Oberst befördert und 1878 zum Chef des Stabes der IV. Armee-Inspektion berufen. Nebenher wurde ihm als Militärgouverneur die Leitung der Erziehung des Prinzen Waldemar von Preußen (1868–1879), Sohn des Kronprinzen, übertragen. 
1880 wurde er zum Generalmajor und 1885 zum Generalleutnant befördert und 1886 zum Inspekteur der Kriegsschulen ernannt. Nach der Thronbesteigung des Kronprinzen als Kaiser Friedrich III. im Jahre 1888 stieg er zu dessen Generaladjutanten auf und wurde zugleich in den erblichen preußischen Adelsstand erhoben.
Nach dessen Tod verblieb er nur noch ein Jahr im Dienst und erhielt mit seinem Abschied den Charakter als Generals der Infanterie. Im Verlaufe seiner militärischen Laufbahn wurden ihm zahlreiche Auszeichnungen verliehen, u. a. der Kronenorden I. Klasse (18. Januar 1889), das Großkreuz zum Roten Adlerorden (1893), Kreuz und Stern der Komture des Hausordens von Hohenzollern (1898) und der Verdienstorden der Preußischen Krone (1904).             
Seit 1876 war er mit Mathilde Hiltrop (1826–1891) verheiratet.
Albert von Mischke starb 1906 im Alter von 75 Jahren in Berlin und wurde auf dem Alten St.-Matthäus-Kirchhof in Schöneberg beigesetzt. Im Zuge der von den Nationalsozialisten 1938/1939 durchgeführten Einebnungen auf dem Friedhof wurden Mischkes sterbliche Überreste auf den Südwestkirchhof Stahnsdorf bei Berlin umgebettet.